# Peperomia samoensis
Peperomia samoensis är en pepparväxtart som beskrevs av Otto Warburg. Peperomia samoensis ingår i släktet peperomior, och familjen pepparväxter. Inga underarter finns listade i Catalogue of Life.